# Uroxys macrocularis
Uroxys macrocularis là một loài bọ cánh cứng trong họ Bọ hung (Scarabaeidae).